# Исянь (Хуаншань)
Исянь (кит. упр. 黟县, пиньинь Yī xiàn) — уезд городского округа Хуаншань провинции Аньхой (КНР).

## История
Уезд был создан ещё тогда, когда царство Цинь впервые в истории объединило все китайские земли в единую империю, в 221 году до н. э., и тогда его название писалось как 黝县. В 19 году до н. э. один из многочисленных членов императорской родни получил титул «Гуандэского князя» (广德王), и эти места были выделены ему в удел, но после того, как он а следующем году умер, не оставив наследников, вновь стали уездом. В 208 году написание названия уезда былр изменено с 黝县 на 黟县.
После того, как в ходе гражданской войны эти земли перешли под власть коммунистов, в июле 1949 года был образован Специальный район Хойчжоу (徽州专区), и уезд вошёл в его состав. В 1956 году Специальный район Хойчжоу был расформирован, и уезд перешёл в состав Специального района Уху (芜湖专区). В апреле 1961 года Специальный район Хойчжоу был воссоздан, и уезд вернулся в его состав. В марте 1971 года Специальный район Хойчжоу был переименован в Округ Хойчжоу (徽州地区).
27 ноября 1987 года решением Госсовета КНР округ Хойчжоу был преобразован в городской округ Хуаншань.

## Административное деление
Уезд делится на 5 посёлков и 3 волости.